# 超密度光碟
Ultra Density Optical，簡稱UDO，中文譯成「超密度光碟」，是2000年11月2日由Sony與HP、Plasmon等三家公司所共同研擬制訂的光碟規格。此種光碟運用藍光（日本稱為「青紫色」）雷射技術，使相同的記錄面積內可容納更多容量，並計畫用來取代已使用多年的（直徑）5.25英吋磁光碟（MO）片。
不過，之後Sony退出此一計畫，將相關技術移交給Plasmon。之後，Sony自行發展相同定位的Professional Disc for DATA（PDD），現在UDO則由Plasmon負責其後續技術發展。一張UDO光碟片可儲存30GB的資料容量，而後續的開發計畫也期望將單片容量提升至60GB（第二代）、120GB（第三代）。
UDO光碟片依據存取特性可分成三種型態：
- True WORM（Write Once Read Many）──實體性的單寫多讀型
- R/W（Rewritable）──可覆寫型
- Compliant WORM ──遵循性的單寫多讀型

UDO光碟片可以長久保存資料，時間可達50年以上，適合企業或機構因應法規要求來長時間保存資料，以備日後調閱。
2003年12月，UDO光碟片被ECMA列為標準，標準編號為ECMA-350。2004年7月，UDO光碟片也被國際標準組織（ISO/IEC）列為標準，標準編號為ISO/IEC 17345。
除了Plasmon可產製UDO碟片外，也授權日本三菱化學媒體（Mitsubishi Kagaku Media；MKM）公司生產；不過，MKM以「三菱」品牌生產的UDO光碟片只能在日本銷售，但MKM生產的UDO光碟片能夠以「威寶」（Verbatim）品牌在北美、歐洲、亞洲銷售。

## 參看
- HP下一代的歸檔儲存系統將採用Sony的UDO技術（英文） （页面存档备份，存于）

## 外部連結
- 英國Plasmon公司（英文） （页面存档备份，存于）
- 光學儲存技術協會Optical Storage Technology Association（英文） （页面存档备份，存于）
- ECMA-350標準文件（英文）